# Etheostoma euzonum
Etheostoma euzonum är en fiskart som först beskrevs av Carl Leavitt Hubbs och John D. Black, 1940.  Etheostoma euzonum ingår i släktet Etheostoma och familjen abborrfiskar. Inga underarter finns listade i Catalogue of Life.